# El Lute: camina o revienta
El Lute: camina o revienta es una película española de 1987 dirigida por Vicente Aranda. Tuvo una segunda parte al año siguiente titulada El Lute II: mañana seré libre (1988). Ambas obras narran la vida del delincuente y prófugo de los años sesenta Eleuterio Sánchez, «El Lute», papel interpretado por Imanol Arias y con el que ganó el premio Concha de Plata al mejor actor. Su compañera de reparto, Victoria Abril, obtuvo este mismo galardón por su interpretación en el papel de Chelo.
Entre ambas películas obtuvieron nueve candidaturas a los Premios Goya, sin llegar a recibir ningún galardón.

## Argumento
En 1960, una familia trashumante de cacharreros recorre Extremadura. Llevan una vida dura, causa por la que la madre muere. El hijo, Eleuterio Sánchez Rodríguez, «El Lute» (Imanol Arias), roba unas gallinas y es condenado a seis meses de cárcel. Años después, en 1965, tras el asalto a una joyería de Madrid, en el que muere el vigilante, es juzgado y condenado a la pena de muerte. Sin embargo, la pena es conmutada por la de cadena perpetua y «El Lute» se fuga durante un traslado. Desde ese momento, comienza su huida acosado por la Guardia Civil.

## Detalles de producción
Producida entre MGC Producciones Cinematográficas y Audiovisuales y Multivideo, con la colaboración de Televisión Española (TVE), la película fue rodada entre Santander, Valencia, Madrid y Alcalá de Guadaíra (Sevilla) .
Su estreno en España tuvo lugar el 15 de septiembre de 1987 de la mano de la distribuidora Manuel Salvador S.A.

## Reparto
| Actor                  | Personaje                   |
| ---------------------- | --------------------------- |
| Imanol Arias           | Eleuterio Sánchez «El Lute» |
| Victoria Abril         | Chelo                       |
| Antonio Valero         | Raimundo Medrano            |
| Carlos Tristancho      | Juan José Agudo             |
| Margarita Calahorra    | Madre de Chelo              |
| Diana Peñalver         | Esperanza                   |
| Raúl Fraire            | Guardia Civil en tren       |
| Manuel de Blas         | Policía                     |
| Luis Marín             | Policía                     |
| Manuel Zarzo           | Policía                     |
| José Cerro             | Padre de Chelo              |
| Rafael Hernández       | Guardia Civil en tren       |
| José Manuel Cervino    | Rufino                      |
| Alicia Agut            | Señora 1                    |
| José Luis Alexandre    | Policía                     |
| Mari Carmen Alvarado   | Señora 2                    |
| Román Ariznavarreta    | Guardia Civil en foto       |
| Máximo Astray          | Policía                     |
| Luis Barbero           | Sacerdote                   |
| Jorge Bosso            | Cabo                        |
| Charly Bravo           | Guardia Civil a caballo     |
| Anastasio Campoy       | Policía                     |
| José Enrique Camacho   | Policía                     |
| José Canalejas         | Carcelero                   |
| Ignacio Carreño        | Guardia Civil               |
| Paco Catalá            | Preso                       |
| Saturno Cerra          | Vigilante de la joyería     |
| Francisco Clement      | Guardia Civil               |
| Antonio Dechent        | Tomás 'El Flaco'            |
| Vicente del Águila     | Guardia Civil en foto       |
| Isabel del Palacio     | Gitana                      |
| Amador Dobarganes Ruiz | Hombre cantando             |
| Jesús Enguita          | Policía municipal           |
| Mabel Escaño           | Camarera                    |
| José María Gambín      | Guardia Civil a caballo     |
| José María García      | Juez                        |
| María Jesús Hoyos      | Matrona                     |
| José María Labernié    | Ayudante del Ministro       |
| José María Escuer      | Padre de 'El Lute'          |
| Pedro Falla            | Vendedor de combustible     |
| Chema Gil              | Policía municipal           |
| Agustín Guevara        | Preso                       |
| José Luis Lemos        | Sepulturero                 |
| Mery Leyva             | Posadera                    |
| Arturo López           | Director de penal           |
| Javier Lozano          | Carcelero                   |
| Felipe Martín Puertas  | Policía                     |
| Fernando Martín        | Preso en tren               |
| Ricardo Palacios       | Empleador                   |
| Miguel Palenzuela      | Policía                     |
| Francisco Maestre      | Chato                       |
| Carlos Marcet          | Sargento                    |
| Daniel Medrán          | Preso                       |
| Enrique Navarro        | Colorao                     |
| José Ramón Pardo       | Fotógrafo                   |
| Raúl Pazos             | Encargado del entierro      |
| Francisco Piquer       | Militar                     |
| Santi Pons             | Camarero                    |
| Álvaro Quiroga         |                             |
| Paco Racionero         | Testigo                     |
| Ramón Repáraz          | Policía municipal           |
| Antonio Ross           | Barbero                     |
| José María Sacristán   | Carcelero                   |
| Manuel Salgueró        | Teniente Coronel            |
| Yelena Samarina        | Denunciante                 |
| Óscar San Juan         | Conductor de autobús        |
| José Segura            | Amigo de 'El Lute'          |
| Mario Siles            | Sepulturero                 |
| Rubén Tobías           | Policía municipal           |
| Manuel Torremocha      | Director de penal           |
| Alfonso Vallejo        | Preso                       |
| Rafael Vaquero         | Profesor                    |
| Francisco Vidal        |                             |
| José Vivó              | Ministro                    |
| José Yepes             | Guardia Civil               |

## Premios y candidaturas
Festival Internacional de Cine de San Sebastián
| Categoría                         | Persona        | Resultado |
| --------------------------------- | -------------- | --------- |
| Concha de Plata al mejor actor    | Imanol Arias   | Ganador   |
| Concha de Plata a la mejor actriz | Victoria Abril | Ganadora  |

II edición de los Premios Goya
| Categoría                 | Persona        | Resultado |
| ------------------------- | -------------- | --------- |
| Mejor película            | Mejor película | Candidata |
| Mejor director            | Vicente Aranda | Candidato |
| Mejor actriz protagonista | Victoria Abril | Candidata |
| Mejor actor protagonista  | Imanol Arias   | Candidato |